# Oberwinkleria anulata
Oberwinkleria anulata är en svampart som beskrevs av Vánky & C. Vánky 1995. Oberwinkleria anulata ingår i släktet Oberwinkleria och familjen Tilletiaceae.   Inga underarter finns listade i Catalogue of Life.